# Robert Andino
Pour les articles homonymes, voir Andino.
Robert Lazaro Andino, né le 25 avril 1984 à Miami (Floride) aux États-Unis, est un joueur américain de baseball évoluant en Ligue majeure de baseball.

## Carrière

### Marlins de la Floride
Après des études secondaires à la Southridge High School de Miami (Floride), Robert Andino est drafté le 4 juin 2002 par les Marlins de la Floride au deuxième tour de sélection. Après trois saisons en Ligues mineures, il débute en Ligue majeure le 4 septembre 2005.
Longtemps présenté par l'organisation des Marlins comme son arrêt-court du futur, Andino souffre à son arrivée en Ligue majeure de la concurrence d'Hanley Ramírez, qui s'impose comme titulaire.
Andino frappe son premier coup de circuit le 1er avril 2008. Entré en jeu en neuvième manche, il réussit un tour du diamant décisif en bas de dixième manche.

### Orioles de Baltimore
Andino est échangé aux Orioles de Baltimore le 1er avril 2009 contre Hayden Penn.
En 2011, comme joueur de deuxième but régulier des Orioles, il dispute 139 matchs et frappe pour ,263 de moyenne au bâton. Il établit de nouveaux sommets en carrière avec 120 coups sûrs, 5 circuit, 36 points produits, 63 points marqués et 13 buts volés.

### Mariners de Seattle
Le 20 novembre 2012, Andino est échangé aux Mariners de Seattle contre Trayvon Robinson. Andino joue 29 parties pour Seattle, frappant 14 coups sûrs.

### Pirates de Pittsburgh
Le 1er août 2013, les Mariners transfèrent Andino aux Pirates de Pittsburgh.

## Statistiques
| Saison | Équipe    | G   | AB  | R  | H  | 2B | 3B | HR | RBI | SB | BA    |
| ------ | --------- | --- | --- | -- | -- | -- | -- | -- | --- | -- | ----- |
| 2005   | Floride   | 17  | 44  | 4  | 7  | 4  | 0  | 0  | 1   | 1  | 0,159 |
| 2006   | Floride   | 11  | 24  | 0  | 4  | 1  | 0  | 0  | 2   | 1  | 0,167 |
| 2007   | Floride   | 7   | 13  | 0  | 5  | 1  | 0  | 0  | 0   | 0  | 0,385 |
| 2008   | Floride   | 44  | 63  | 5  | 7  | 2  | 0  | 2  | 9   | 0  | 0,206 |
| 2009   | Baltimore | 78  | 198 | 31 | 44 | 7  | 0  | 2  | 10  | 3  | 0,222 |
| 2010   | Baltimore | 16  | 61  | 6  | 18 | 4  | 0  | 2  | 6   | 1  | 0,295 |
| Totaux | Totaux    | 173 | 403 | 48 | 91 | 19 | 0  | 6  | 28  | 6  | 0,226 |

Note : G = Matches joués ; AB = Passages au bâton; R = Points ; H = Coups sûrs ; 2B = Doubles ; 3B = Triples ; 
HR = Coup de circuit ; RBI = Points produits ; SB = Buts volés ; BA = Moyenne au bâton.